# بلال العیفه
بلال العیفه (فرانسوی: Bilel Ifa‎؛ زادهٔ ۹ مارس ۱۹۹۰) بازیکن فوتبال اهل تونس است.

## باشگاهی
از باشگاه‌هایی که در آن بازی کرده‌است می‌توان به باشگاه فوتبال آفریقایی اشاره کرد.

## تیم ملی
وی همچنین در تیم ملی فوتبال تونس بازی کرده‌است.